# Зцілення глухонімого з Десятимістя

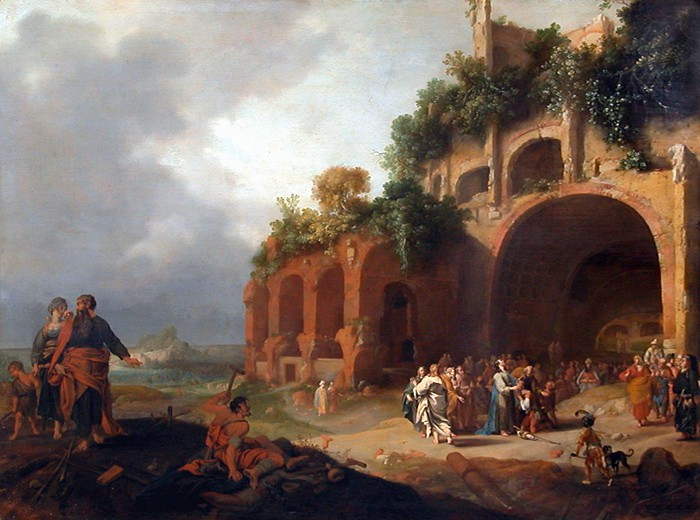
Зцілення глухонімого з Десятимістя. (Бартоломей Бреенберг, 1635 р.)

Зцілення глухонімого з Десятимістя — євангельська подія, одно з чудес Ісуса Христа описана у Євангелії від Марка: Мк. 7:31-37.

## Подія
Згідно з євангельською розповіддю, Ісус повертається через Десятимістя до Галилейського моря із подорожі містами Тир та Сидон, де відбулося зцілення дочки хананеянки. Ця подорож виглядає, що дала нагоду побути йому на самоті із учнями і з неї є лише один епізод:
Ісус послужився тими матеріальними знаками, щоб збудити віру у глухонімого та використав їх для символізму, перебуваючи у країні поган.